# Allan Lichtman
Allan Jay Lichtman (New York, 4 aprile 1947) è uno storico statunitense, docente presso l'American University di Washington dal 1973.
Lichtman, insieme al sismologo russo Vladimir Keilis-Borok, ha ideato nel 1981 il modello The Keys to the White House. Il modello utilizza 13 criteri, basati sul vero/falso, per prevedere se il candidato di un partito in carica vincerà o perderà le prossime elezioni presidenziali degli Stati Uniti. Si è candidato al Senato degli Stati Uniti per il Maryland nel 2006, finendo al 6º posto nelle primarie democratiche.

## Biografia
Lichtman è nato in una famiglia ebrea nel quartiere Brownsville di Brooklyn, a New York. Si è diplomato alla Stuyvesant High School e laureato in storia alla Brandeis University nel 1967. Infine, nel 1973, Lichtman ha conseguito il dottorato di ricerca.

### Insegnamento
Lichtman ha iniziato a insegnare presso l’American University nel 1973, diventando presidente del Dipartimento di Storia. Al di fuori dell’ambito accademico, Lichtman ha testimoniato come esperto sui diritti civili in più di 70 casi per il Dipartimento della giustizia degli Stati Uniti e per altri gruppi sempre riguardo ai diritti civili. È stato anche consulente del vicepresidente Al Gore e del senatore Ted Kennedy.

### Attività letteraria
Lichtman è noto per il sistema delle “chiavi”, presentato nei suoi libri The Thirteen Keys to the Presidency e The Keys to the White House. Il sistema utilizza tredici fattori storici per prevedere se il voto popolare nelle elezioni per il presidente degli Stati Uniti sarà vinto dal candidato del partito che detiene la presidenza o dal suo sfidante.
Le chiavi sono state selezionate in base alle loro correlazioni con i risultati delle elezioni presidenziali dal 1860 al 1980, utilizzando metodi statistici per prevedere i terremoti, riadattati ad opera del sismologo Vladimir Keilis-Borok.
Il sistema ha quindi predetto correttamente il vincitore del voto popolare in ciascuna delle elezioni dal 1984 in poi. Nel 2000, ha predetto in modo impreciso che Al Gore sarebbe stato il prossimo presidente. Nelle elezioni del 2016, Lichtman aveva predetto che Trump avrebbe vinto il voto popolare; Trump ha finito per perdere il voto popolare, vincendo però il collegio elettorale e diventando così presidente. Nell'agosto 2020, Lichtman ha annunciato, seguendo la previsione del modello, che il candidato del Partito Democratico Joe Biden sarà eletto presidente.
Nate Silver ha criticato le "chiavi" di Lichtman, affermando che molte delle chiavi sono soggettive. Ad esempio, due delle chiavi si basano sul carisma dei candidati. Silver ha scritto: "è terribilmente facile descrivere qualcuno come carismatico quando è in vantaggio nei sondaggi o quando si ha il vantaggio del senno di poi e si sa chi ha vinto un'elezione".
Nell'aprile 2017 Lichtman ha scritto il libro The Case for Impeachment, esponendo i fatti che hanno portato all'impeachment di Donald Trump.

### 2006: Corsa al Senato degli Stati Uniti nel Maryland
Lichtman ha annunciato la sua candidatura per la nomina, nelle file del Partito Democratico, per il Senato degli Stati Uniti nel Maryland nelle elezioni del 2006.
Lichtman ha perso alle primarie, ricevendo 6 919 voti (1,2%), portandosi al sesto posto su 18 partecipanti. Nell'ottobre 2012, il The Washington Post ha riferito che stava ancora estinguendo un mutuo che aveva contratto per contribuire al finanziamento della sua campagna.

### Premi e riconoscimenti
Lichtman ha ricevuto numerosi premi presso l'American University durante la sua carriera. In particolare, è stato nominato Distinguished Professor of History nel 2011 e Outstanding Scholar/Teacher per il 1992/1993, il più alto riconoscimento in quella scuola.

## Opere
- Historians and the Living Past: The Theory and Practice of Historical Study, 1978, con Valerie French.
- Ecological Inference, 1978, con Laura Irwin Langbein e Sage Series.
- Your Family History: How to Use Oral History, Personal Family Archives, and Public Documents To Discover Your Heritage, 1978.
- Prejudice and the Old Politics: The Presidential Election of 1928, 1979.
- Kin and Communities: Families In America, con Joan Challinor, 1979.
- The Thirteen Keys To The Presidency, con Ken Decel, 1990.
- The Keys to the White House, 1996.
- White Protestant Nation: The Rise of the American Conservative Movement, 2008.
- FDR & the Jews, con Richard Breitman, 2013[9].
- The Case for Impeachment, 2017.
- Repeal the Second Amendment: The Case for a Safer America, St. Martin's Press, 2020[10].